# 武汉新时代商务中心
武汉新时代商务中心（英語：Wuhan New Times Business Center），曾称为京汉科技大厦，位於武汉市武昌区中南路与武珞路交汇处，地上高度至天线208米，总建筑面积135948.43平方米。主楼45层，纯写字楼。
该建筑1994年由煤炭工业部武汉设计研究院开建，曾因资金问题于1998年停建，停建时已建至26层。2004年中建三局收购并重新启动该项目。